# Pistola nera spara senza pietà
Pistola nera spara senza pietà (Black Gunn) é un film statunitense del 1974 diretto da Robert Hartford-David.

## Trama
Un gruppo di militanti neri rapinano una sala scommesse gestita dalla mafia, rubando i registri contabili incriminanti, scatenando così la ritorsione della mafia capeggiata dal boss Russ Capelli, tra i rapinatori c'é il fratello di Gunn, proprietario di un noto night-club.